# Danh sách di sản văn hóa Tây Ban Nha được quan tâm ở hạt Ribera d'Ebre (tỉnh Tarragona)
Danh sách di sản văn hóa Tây Ban Nha được quan tâm ở hạt Ribera d'Ebre (tỉnh Tarragona).

## Di tích theo thành phố

### A

#### Ascó
| Tên                                         | Dạng                                     | Địa điểm | Tọa độ                                        | Số hồ sơ tham khảo? | Ngày nhận danh hiệu? | Hình ảnh                                    |
| ------------------------------------------- | ---------------------------------------- | -------- | --------------------------------------------- | ------------------- | -------------------- | ------------------------------------------- |
| Lâu đài Ascó                                | Di tích Kiến trúc quân sự Lâu đài        | Ascó     | 41°10′47″B 0°33′58″Đ / 41,179697°B 0,565997°Đ | RI-51-0006578       | 08-11-1988           | Castillo de Ascó · Upload image             |
| Tường thành Villa Ascó                      | Di tích Kiến trúc phòng thủ Tường thànhs | Ascó     | 41°10′46″B 0°34′05″Đ / 41,179484°B 0,567965°Đ | RI-51-0006579       | 08-11-1988           | Murallas de la Villa de Ascó · Upload image |
| Tháp Villa Ascó (Tháp Martinet hay Minaret) | Di tích                                  | Ascó     | 41°10′49″B 0°34′04″Đ / 41,180188°B 0,567805°Đ | RI-51-0006580       | 08-11-1988           | Upload image                                |

### B

#### Benissanet(Benissanet)
| Tên            | Dạng                             | Địa điểm  | Tọa độ                                        | Số hồ sơ tham khảo? | Ngày nhận danh hiệu? | Hình ảnh     |
| -------------- | -------------------------------- | --------- | --------------------------------------------- | ------------------- | -------------------- | ------------ |
| Tháp Almucaten | Di tích Kiến trúc phòng thủ Tháp | Benisanet | 41°04′30″B 0°31′29″Đ / 41,074982°B 0,524646°Đ | RI-51-0006593       | 08-11-1988           | Upload image |
| Tháp Cervelló  | Di tích Kiến trúc phòng thủ Tháp | Benisanet | 41°04′30″B 0°31′29″Đ / 41,075001°B 0,524671°Đ | RI-51-0006594       | 08-11-1988           | Upload image |

### F

#### Flix
| Tên          | Dạng                              | Địa điểm | Tọa độ                                        | Số hồ sơ tham khảo? | Ngày nhận danh hiệu? | Hình ảnh                        |
| ------------ | --------------------------------- | -------- | --------------------------------------------- | ------------------- | -------------------- | ------------------------------- |
| Lâu đài Flix | Di tích Kiến trúc quân sự Lâu đài | Flix     | 41°14′16″B 0°33′20″Đ / 41,237878°B 0,555467°Đ | RI-51-0006628       | 08-11-1988           | Castillo de Flix · Upload image |

### G

#### Garcia
| Tên            | Dạng                              | Địa điểm | Tọa độ                                       | Số hồ sơ tham khảo? | Ngày nhận danh hiệu? | Hình ảnh                          |
| -------------- | --------------------------------- | -------- | -------------------------------------------- | ------------------- | -------------------- | --------------------------------- |
| Lâu đài Garcia | Di tích Kiến trúc quân sự Lâu đài | Garcia   | 41°08′21″B 0°39′00″Đ / 41,139172°B 0,65013°Đ | RI-51-0006632       | 08-11-1988           | Castillo de Garcia · Upload image |

### L

#### La Palma d'Ebre(La Palma d'Ebre)
| Tên                | Dạng                              | Địa điểm         | Tọa độ                                        | Số hồ sơ tham khảo? | Ngày nhận danh hiệu? | Hình ảnh     |
| ------------------ | --------------------------------- | ---------------- | --------------------------------------------- | ------------------- | -------------------- | ------------ |
| Lâu đài Palma Ebro | Di tích Kiến trúc quân sự Lâu đài | La Palma de Ebro | 41°16′59″B 0°39′57″Đ / 41,283038°B 0,665911°Đ | RI-51-0006659       | 08-11-1988           | Upload image |

### M

#### Miravet
| Tên             | Dạng                              | Địa điểm | Tọa độ                                        | Số hồ sơ tham khảo? | Ngày nhận danh hiệu? | Hình ảnh                           |
| --------------- | --------------------------------- | -------- | --------------------------------------------- | ------------------- | -------------------- | ---------------------------------- |
| Lâu đài Miravet | Di tích Kiến trúc quân sự Lâu đài | Miravet  | 41°02′08″B 0°35′38″Đ / 41,035597°B 0,594017°Đ | RI-51-0006642       | 08-11-1988           | Castillo de Miravet · Upload image |

#### Móra d'Ebre(Móra d'Ebre)
| Tên          | Dạng                              | Địa điểm     | Tọa độ                                        | Số hồ sơ tham khảo? | Ngày nhận danh hiệu? | Hình ảnh                        |
| ------------ | --------------------------------- | ------------ | --------------------------------------------- | ------------------- | -------------------- | ------------------------------- |
| Lâu đài Mora | Di tích Kiến trúc quân sự Lâu đài | Mora de Ebro | 41°05′39″B 0°38′27″Đ / 41,094228°B 0,640822°Đ | RI-51-0006654       | 08-11-1988           | Castillo de Mora · Upload image |

### R

#### Riba-roja d'Ebre(Riba-roja d'Ebre)
| Tên               | Dạng                              | Địa điểm          | Tọa độ                                        | Số hồ sơ tham khảo? | Ngày nhận danh hiệu? | Hình ảnh                             |
| ----------------- | --------------------------------- | ----------------- | --------------------------------------------- | ------------------- | -------------------- | ------------------------------------ |
| Lâu đài Ribarroja | Di tích Kiến trúc quân sự Lâu đài | Ribarroja de Ebro | 41°15′05″B 0°29′05″Đ / 41,251519°B 0,484724°Đ | RI-51-0006697       | 08-11-1988           | Castillo de Ribarroja · Upload image |
| Tháp Garita       | Di tích Kiến trúc phòng thủ Tháp  | Ribarroja de Ebro | 41°14′43″B 0°29′19″Đ / 41,245185°B 0,488681°Đ | RI-51-0006698       | 08-11-1988           | Torre la Garita · Upload image       |

### T

#### Tivisa(Tivissa)
| Tên                                   | Dạng                                    | Địa điểm | Tọa độ                                        | Số hồ sơ tham khảo? | Ngày nhận danh hiệu? | Hình ảnh                                                 |
| ------------------------------------- | --------------------------------------- | -------- | --------------------------------------------- | ------------------- | -------------------- | -------------------------------------------------------- |
| Lâu đài Banyoles (Castellet Banyoles) | Di tích Kiến trúc quân sự Lâu đài       | Tivisa   | 41°03′39″B 0°39′53″Đ / 41,060699°B 0,664615°Đ | RI-51-0006741       | 08-11-1988           | Castillo de Banyoles · Upload image                      |
| Lâu đài Tivisa (Lâu đài Santa Blao)   | Di tích Kiến trúc quân sự Lâu đài       | Tivisa   | 41°02′34″B 0°43′58″Đ / 41,042833°B 0,732808°Đ | RI-51-0006739       | 08-11-1988           | Castillo de Tivisa · Upload image                        |
| Hang Ramat                            | Khu khảo cổ Cueva                       | Tivisa   |                                               | RI-55-0000534       | 20-08-1996           | Upload image                                             |
| Hang Pi                               | Khu khảo cổ Cueva                       | Tivisa   |                                               | RI-55-0000536       | 20-08-1996           | Upload image                                             |
| Hang Taller                           | Khu khảo cổ Cueva                       | Tivisa   |                                               | RI-55-0000537       | 20-08-1996           | Upload image                                             |
| Tường thành và puertas Tivisa         | Di tích Kiến trúc phòng thủ Tường thành | Tivisa   | 41°02′29″B 0°43′58″Đ / 41,041331°B 0,73284°Đ  | RI-51-0006740       | 08-11-1988           | Murallas y puertas de Tivisa · Upload image              |
| Castellet Banyoles                    | Khu khảo cổ Poblado                     | Tivisa   | 41°03′42″B 0°40′04″Đ / 41,061569°B 0,667892°Đ | RI-55-0000088       | 27-10-1978           | Poblado Ibérico del Castellet de Banyoles · Upload image |
| Khu vực "cueva Cingle"                | Khu khảo cổ Cueva                       | Tivisa   |                                               | RI-55-0000535       | 20-08-1996           | Upload image                                             |

### V

#### Vinebre
| Tên                                 | Dạng                              | Địa điểm | Tọa độ                                        | Số hồ sơ tham khảo? | Ngày nhận danh hiệu? | Hình ảnh                                                    |
| ----------------------------------- | --------------------------------- | -------- | --------------------------------------------- | ------------------- | -------------------- | ----------------------------------------------------------- |
| Lâu đài Vinebre                     | Di tích Kiến trúc quân sự Lâu đài | Vinebre  |                                               | RI-51-0006806       | 08-11-1988           | Castillo de Vinebre · Upload image                          |
| Escudo Nhà Don Juan                 | Di tích Escudo                    | Vinebre  | 41°11′02″B 0°35′19″Đ / 41,183864°B 0,588736°Đ | RI-51-0012055       |                      | Escudo de Casa Don Juan · Upload image                      |
| Escudo Nhà Martí                    | Di tích Escudo                    | Vinebre  | 41°11′03″B 0°35′16″Đ / 41,184064°B 0,587769°Đ | RI-51-0012056       | 25-06-1985           | Escudo de Casa Martí · Upload image                         |
| Escudo Ossó Donzell ở Nhà Don Jaime | Di tích Escudo                    | Vinebre  | 41°11′02″B 0°35′19″Đ / 41,183928°B 0,588712°Đ | RI-51-0012054       | 25-06-1985           | Escudo de los Ossó Donzell en Casa Don Jaime · Upload image |